# Convexe analyse
Convexe analyse is een deelgebied van de wiskunde gewijd aan de studie van de eigenschappen van convexe functies en convexe verzamelingen, vaak met toepassingen in de convexe optimalisatie, een subdomein van optimalisatietheorie.